# 高杉晋作
高杉 晋作（たかすぎ しんさく、天保10年8月20日〈1839年9月27日〉- 慶應3年4月14日〈1867年5月17日〉）は、日本の武士（長州藩士）。幕末長州藩の尊王攘夷志士として活躍。奇兵隊などの諸隊を創設し長州藩を倒幕運動に方向付けた。

## 名称
高杉氏は戦国時代以来、代々毛利氏に仕え藩政に関わる要職を歴任した家である。
晋作は通称で、諱は春風（はるかぜ）。通称は他に東一、和助。字は暢夫（ちょうふ）。号は東行（とうぎょう）、東行狂生、西海一狂生、東洋一狂生、些々生、黙生、市隠生、研海、楠樹小史、赤間隠人など多くを名乗った。変名を谷潜蔵、谷梅之助、谷梅之進、備後屋助一郎、備後屋三郎、三谷和助（和介）、祝部太郎、宍戸刑馬、西浦松助など。後に、谷潜蔵と改名。号の「東行」は、西行法師を慕い、東へ向かうという自身の心情を表したものである。

## 生涯

### 誕生

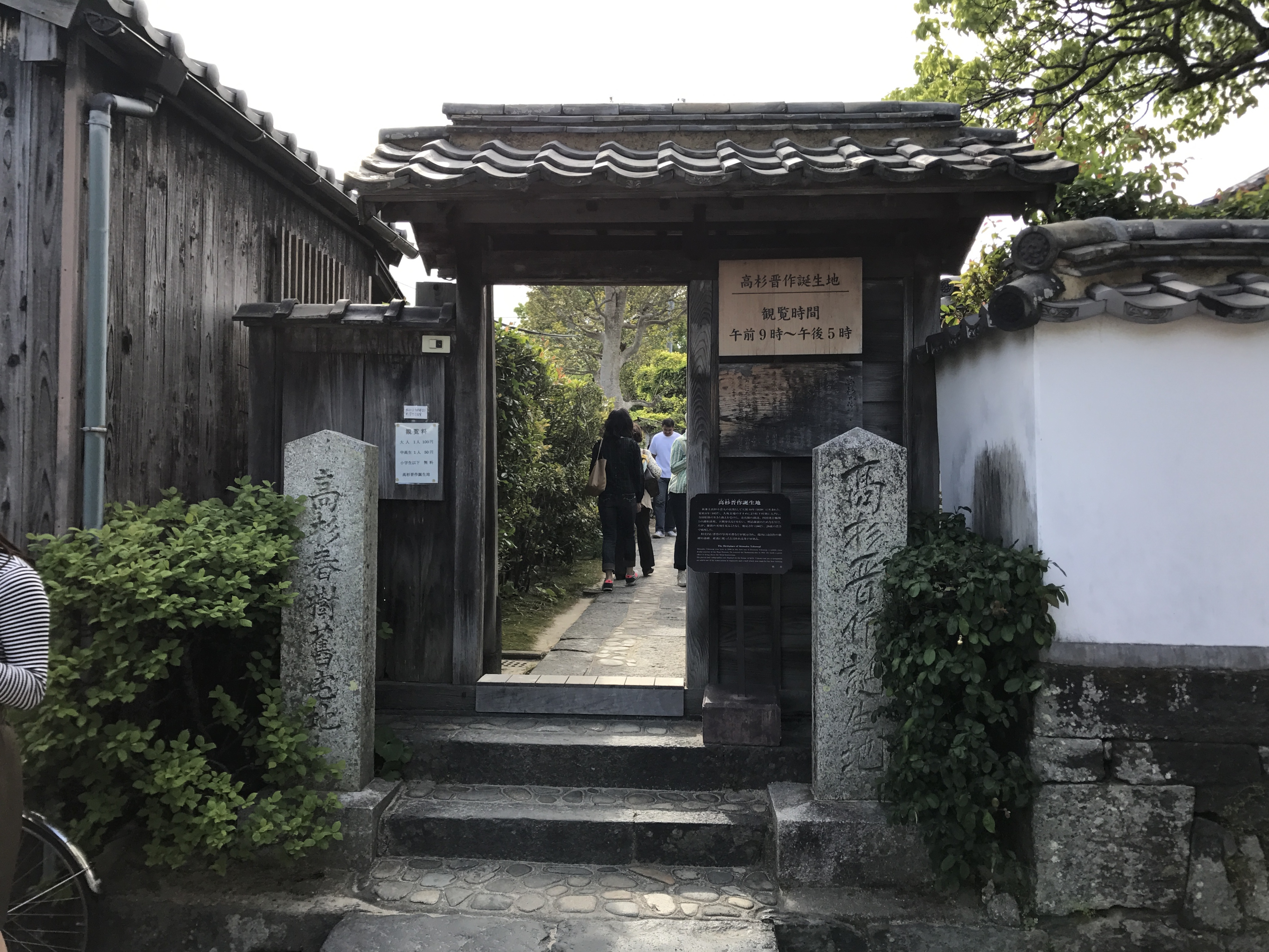
高杉晋作生誕地

長門国萩城下菊屋横丁（現：山口県萩市南古萩町）に長州藩士・高杉小忠太（大組・200石）とミチ（道子、大西将曹の娘）の長男として生まれる。3人の妹がいたが、男子は晋作のみで跡取りとして厳しく育てられた。
10歳の頃に疱瘡を患う。祖父母ら家族の献身的な介抱で一命を取り留めるが、あばたが残った事から「あずき餅」と呼ばれた。漢学塾（吉松塾）を経て、嘉永5年（1852年）に藩校の明倫館に入学。柳生新陰流剣術も学び、のち免許を皆伝される。安政4年（1857年）には吉田松陰が主宰していた松下村塾に入り、久坂玄瑞、吉田稔麿、入江九一とともに松下村塾四天王と呼ばれた。安政5年（1858年）には藩命で江戸へ遊学、昌平坂学問所や大橋訥庵の大橋塾などで学ぶ。安政6年（1859年）には師の松陰が安政の大獄で捕らえられると伝馬町獄を見舞って、獄中の師を世話をするが、藩より命じられて萩に戻る途中で、松陰は10月に処刑される。万延元年（1860年）11月に帰郷後、防長一の美人と言われた山口町奉行井上平右衛門（大組・250石）の次女・雅と結婚する。

### 留学
文久元年（1861年）3月には海軍修練のため、藩の所蔵する軍艦「丙辰丸」に乗船、江戸へ渡る。神道無念流練兵館道場で剣術の稽古をした。8月には東北遊学を行い、加藤桜老や佐久間象山、横井小楠とも交友する。
文久2年（1862年）には藩命で、長崎から中国（清）の上海へ渡航することになり、同年1月2日（旧暦）に長崎へ出発。到着した長崎では、崇福寺に滞在していた米国人宣教師のチャニング・ウィリアムズ（立教大学創設者）や、グイド・フルベッキから欧米の南北戦争や清国の内乱に関する世界情勢の最新情報を得るなど上海行きの準備を進めた。晋作の手記『遊清五録』の中の「長崎淹流雑録」に、ウィリアムズから大統領制などの政治制度についても学んだことが記されている。また長崎では英会話を習い、アメリカ、フランス、ポルトガルの領事を訪ねた。長崎の客舎からは「藩の役に立ちたい」と父宛ての手紙も書いている。

同文久2年4月29日（1862年5月27日）、五代友厚、中牟田倉之助、名倉松窓（予何人）らとともに、幕府使節随行員として幕府の千歳丸で長崎を出帆し、5月6日（同6月3日）に上海に入港した。清が欧米の植民地となりつつある実情や、太平天国の乱を見聞して約2ヵ月間の滞在を終え、7月5日（同7月31日）に帰国のために上海を出帆し、7月14日（同8月9日）に長崎に帰着した。

### 尊王攘夷運動
長州藩では、晋作の渡航中に俗論派の長井雅楽らが失脚、尊王攘夷（尊攘）派が台頭し、晋作も桂小五郎（木戸孝允）や久坂義助（久坂玄瑞）らとともに尊攘運動に加わり、江戸・京都において勤皇・破約攘夷の宣伝活動を展開し、各藩の志士たちと交流した。
文久2年（1862年）、晋作は「薩藩はすでに生麦に於いて夷人を斬殺して攘夷の実を挙げたのに、我が藩はなお、公武合体を説いている。何とか攘夷の実を挙げねばならぬ。藩政府でこれを断行できぬならば」と論じていた。折りしも、外国公使がしばしば武州金澤（金沢八景）で遊ぶからそこで刺殺しようと同志（高杉晋作、久坂玄瑞、大和弥八郎、長嶺内蔵太、志道聞多、松島剛蔵、寺島忠三郎、有吉熊次郎、赤禰幹之丞、山尾庸三、品川弥二郎） が相談した。しかし玄瑞が土佐藩の武市半平太に話したことから、これが前土佐藩主・山内容堂を通して長州藩世子・毛利定広に伝わり、無謀であると制止され実行に到らず、櫻田邸内に謹慎を命ぜられる。
この過程で、長州藩と朝廷や他藩との提携交渉は、もっぱら桂や久坂が担当することとなる。文久2年12月12日には、幕府の違勅に抗議するため、同志とともに品川御殿山に建設中の英国公使館焼き討ちを行う。この事件の後、他の同志たちが次々と京都に向かうなか、晋作はそのまま江戸に居座り松陰改葬などを済ませたが、京都にいる世子の命を受けた志道聞多が晋作を迎えに来て共に京都に向かった。京都に呼び寄せられた晋作は、藩が晋作に就かせようと考えていた朝廷側との交渉役である学習院用掛の役を辞退し、突然十年の暇を願い出た。それが許されると翌日には頭を丸めて僧形になってしまった。このとき晋作は「西へ行く人をしたひて東行くわが心をば神やしるらむ」と詠み、東行（とうぎょう）と号した。その後萩に帰り吉田松陰の生誕地である松本村にある小さな借家に妻と女中1人を引き連れて引っ越した。

### 下関戦争と奇兵隊創設

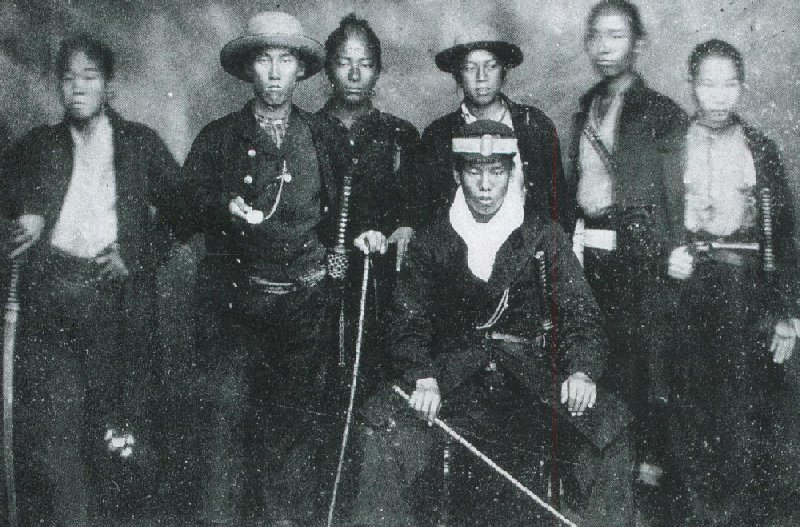
奇兵隊の所属兵の写真

文久3年（1863年）5月10日、幕府が朝廷から要請されて制定した攘夷期限が過ぎると、長州藩は関門海峡において外国船砲撃を行うが、逆に米仏の報復に逢い惨敗する（下関戦争）。晋作は下関の防衛を任せられ、6月には廻船問屋の白石正一郎邸において身分に因らない志願兵による奇兵隊を結成し、阿弥陀寺（赤間神宮の隣）を本拠とするが、9月には教法寺事件の責任を問われ総監を罷免された。11月、幕吏からのマークを逃れるため藩主から「東一」の名を与えられ改名。
京都では薩摩藩と会津藩が結託したクーデターである八月十八日の政変で長州藩が追放され、文久4年（1864年）1月、晋作は脱藩して京都へ潜伏する。桂小五郎の説得で2月には帰郷するが、脱藩の罪で野山獄に投獄され（この際東一の名を没収され「和助」と改名する）、元治元年（1864年）6月には出所して謹慎処分となる。7月、長州藩は禁門の変で敗北して朝敵となり、来島又兵衛は戦死、久坂玄瑞は自害した。
8月には、イギリス、フランス、アメリカ、オランダの4か国連合艦隊が下関を砲撃、砲台が占拠されるに至ると、晋作は赦免されて和議交渉を任される。晋作が24歳のときであった。交渉の席で通訳を務めた伊藤博文は後年、この講和会議において連合国は賠償金の支払いなど種々の条件とともに彦島の租借を要求してきたと回想している。晋作は「賠償金」と「彦島租借」については応じず、前者は幕府に肩代わり交渉させることで合意し、後者は拒絶を貫き撤回させることに成功したという（古事記を暗誦して有耶無耶にしたとも言われる）。

### 功山寺挙兵

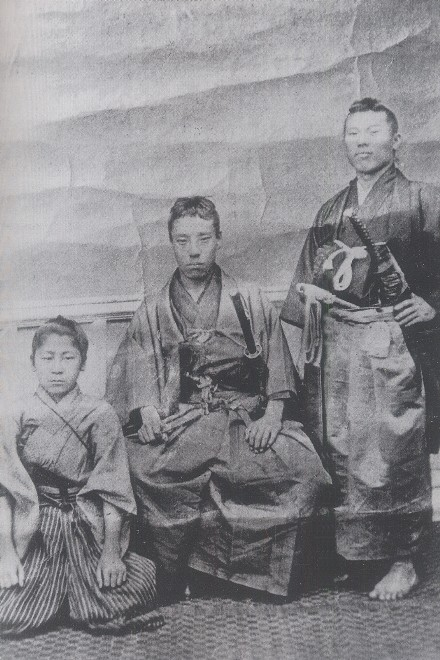
高杉晋作（中央）と伊藤博文（右）（左の少年は従者である三谷国松）

功山寺挙兵の銅像（功山寺）

幕府による第一次長州征伐が迫るなか、長州藩では、幕府への恭順止むなし、とする保守派（晋作は「俗論派」と呼び、自らを「正義派」と称した）が台頭し、10月には福岡へ逃れる。平尾山荘に匿われるが、俗論派による正義派家老の処刑を聞き、ふたたび下関へ帰還。12月15日夜半、伊藤俊輔 (博文) 率いる力士隊、石川小五郎率いる遊撃隊ら長州藩諸隊を率いて功山寺で挙兵。のちに奇兵隊ら諸隊も加わり、元治2年（1865年）3月には俗論派の首魁・椋梨藤太らを排斥して藩の実権を握る。

### 下関開港の談判
1865年3月には、高杉晋作と伊藤俊輔（後の伊藤博文）が長州藩侯の命を受けて下関開港の談判を成し遂げるためにイギリス渡航を許可され、下関に寄港したイギリス商船ユニオン号に便乗して長崎へ向かう。2人は1865年4月16日（元治2年3月21日）に英国長崎領事代理のエイベル・ガウワーを訪ね、6日間その邸内に泊り、交渉にあたった。高杉は、当初は直ちに英国へ渡り、この問題の解決に当たる意図を持っていたとされる。続いて高杉と伊藤は、トーマス・グラバーとグラバーの邸宅で接触し、イギリスへの渡航を頼むが、渡航準備が整うまで、長崎イギリス領事館士官であったジョン・F・ラウダーが2人に英語を教え、自宅で世話をする。高杉、伊藤とラウダ―は既に前年の下関戦争の講和談判でも面識があった。ラウダーは「長州が大変な時に、洋行すべきではない」と2人の渡航を思い留まるよう諭し、グラバーも賛同し、渡航を断念することとなった。また、ラウダ―はこの時に「時勢はすさまじい速さで動いており、もはや鎖国ではなく開国の時代であり、馬関（下関）を開港して富国強兵をはかり、長州藩の独立に一歩を踏みだすときである。馬関（下関）の開港は、長州のため莫大の利益であろう。」と下関の開港を薦めた。英国からは新公使してハリー・パークスが赴任予定で、彼は各国からの信望も厚い有能な人物であるとして、2人に紹介することも話し、下関の開港についてパークスに話すように伝えた。こうして高杉と伊藤の2人は、その議に賛同して、パークスに贈る書をグラバーに託すとともに、ラウダ―が用意した貿易関連の書類を抱え、下関に戻る。
4月には、下関開港を推し進めたことにより攘夷・俗論両派に命を狙われたため、愛妾・おうのとともに四国へ逃れ、日柳燕石を頼る。6月に桂小五郎の斡旋により帰郷。
元治2年（1865年）1月11日付で晋作は高杉家を廃嫡されて「育（はぐくみ）」扱いとされ、そして同年9月29日、幕府の追及を逃れるため藩命により谷潜蔵と改名する。慶応3年（1867年）3月29日には新知100石が与えられ、谷家を創設して初代当主となる。高杉本家の家督は末妹・光の婿に迎えた春棋が継いだ。

### 四境戦争
再度の長州征討に備え、晋作は防衛態勢の強化を進めた。1866年（慶應2年）、晋作は薩長同盟に加わる目的のため三度目となる長崎へ向かい、銅座町の薩摩屋敷に赴く。慶応2年（1866年）1月21日（一説には1月22日）に、彼が桂小五郎（後の木戸孝允）・井上聞多・伊藤俊輔たちとともに進めていた薩長盟約が土佐藩の坂本龍馬・中岡慎太郎・土方久元の仲介によって京都薩摩藩邸で結ばれた。
5月、伊藤俊輔とともに薩摩行きを命じられ、その途次長崎で蒸気船「丙寅丸」（オテントサマ丸）を購入している。
6月の第二次長州征伐（四境戦争）では海軍総督として「丙寅丸」に乗船し、戦闘指揮を執った。大島口の戦いでは「丙寅丸」は幕府側の「旭日丸」と「八雲丸」を奇襲したが、目立った戦果もなく終わっている。小倉方面では艦砲射撃の援護のもと奇兵隊・報国隊を門司・田ノ浦に上陸させて幕府軍を敗走させている。その後小倉城近くまで進撃したものの、肥後藩細川家の軍勢に撃退され戦況は停滞した。
しかし、7月20日に将軍・徳川家茂が死去すると、7月30日には肥後藩・久留米藩・柳川藩・唐津藩・中津藩が撤兵、幕府軍総督・小笠原長行も海路で小倉から離脱、残された小倉藩が8月1日小倉城に火を放ち逃走したため、幕府軍の敗北が決定的となった。幕府の権威は著しく失墜し、翌慶応3年（1867年）11月の大政奉還へとつながることとなった。

### 最期
その直後から晋作は肺結核を発症し、下関市桜山町で療養するも慶応3年4月13日（1867年5月16日）深夜に同市新地町で死去。享年29（満27歳8ヶ月）。なお、墓碑銘などで命日が14日とされているのは、長男の梅之進に谷家を相続させるために時間が必要だったためと考えられる。臨終には父・母・妻と息子がかけつけ、野村望東尼・山県狂介・田中顕助が立ち会ったとされる（ただし田中自身は当日は京にいたと日記に記している）。
栄典は贈正四位（1891年（明治24年）4月8日）。

## 墓所

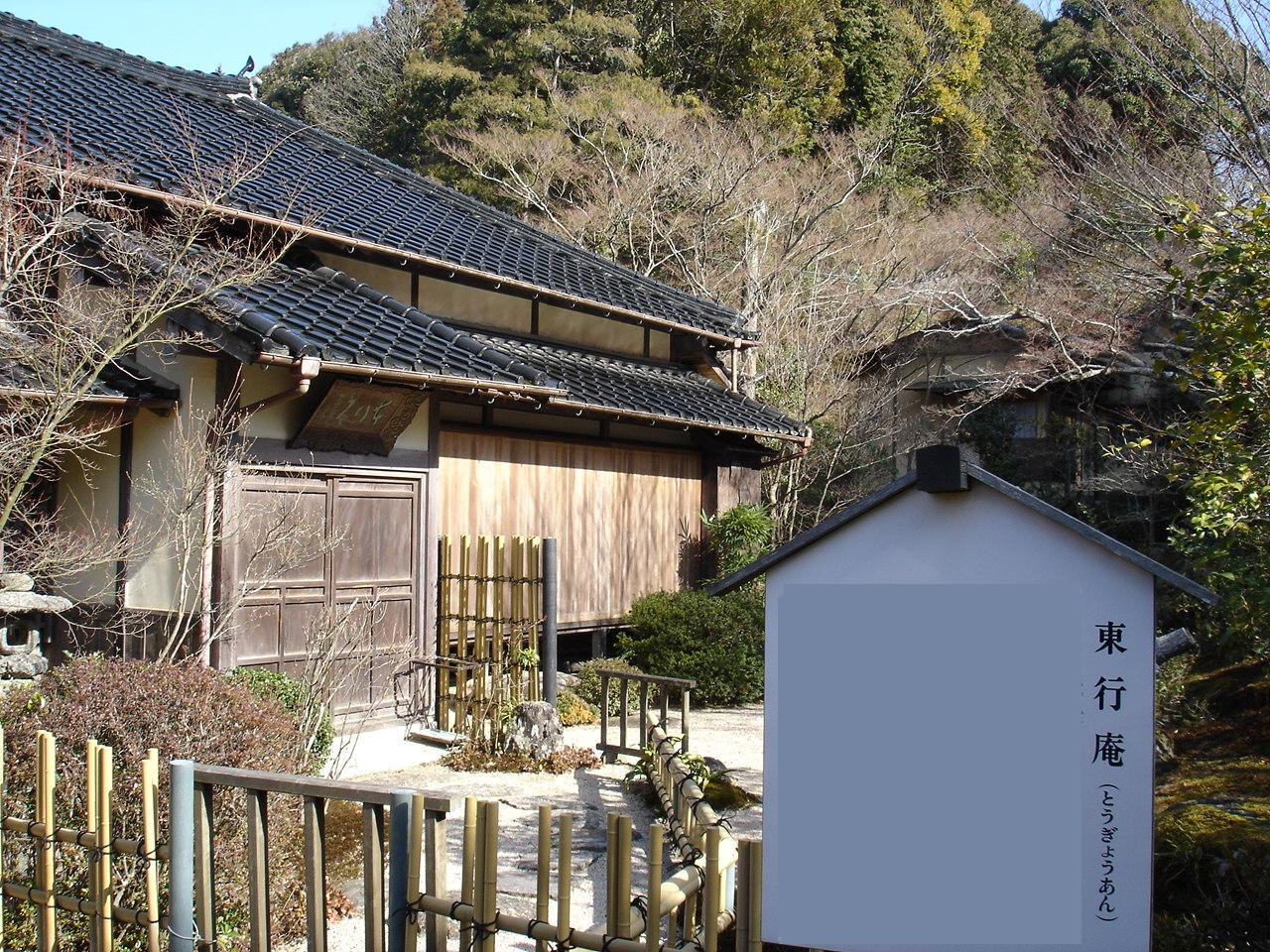
墓所・東行庵（下関市）

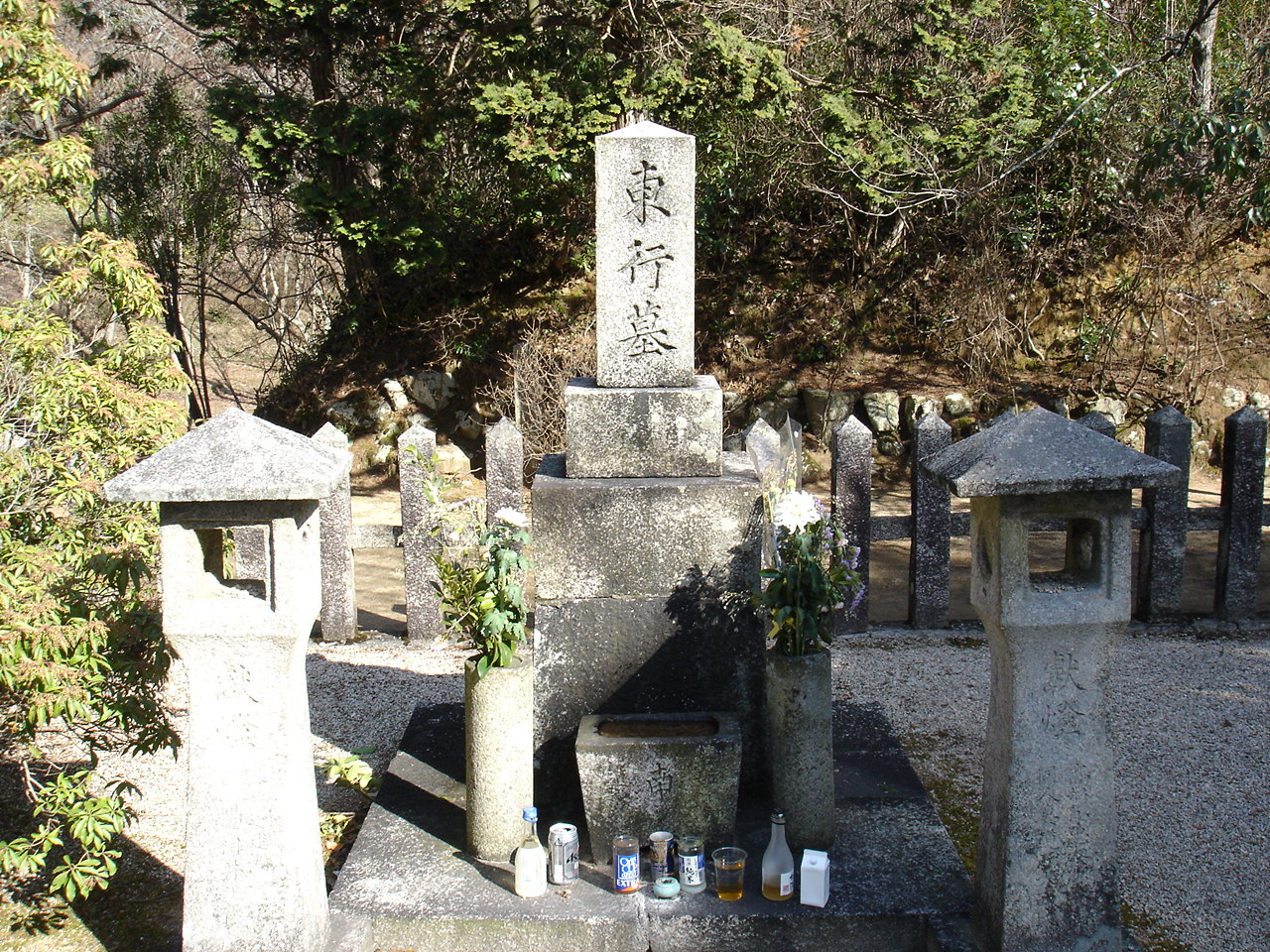
墓（東行庵敷地内）

墓所は山口県下関市吉田町の東行庵にある。2016年4月に晋作の生前の遺言を刻んだ「墓誌碑」が建立された。
また木戸孝允・大村益次郎らによって東京招魂社（現：靖国神社）に吉田松陰・久坂玄瑞・坂本龍馬・中岡慎太郎たちとともに祀られた。

## 人物
- いわゆる辞世の歌について、
  - 「おもしろきこともなき世をおもしろく」
  - 「おもしろきこともなき世におもしろく」

の両説あるが、晋作直筆による歌が残されていないため、正確なところは不明。なお東行庵の句碑には「に」とあり、防府天満宮の歌碑では「を」となっている。古川薫の著書では「を」が採用されている一方、一坂太郎は「に」を採用し「『を』は後年の改作であろう」としている。また、高杉家に伝えられている『東行遺稿』と題した和装本では「こともなき世に」と記されており、この和装本は晋作の自筆ではないものの、原本と校合したと思われる朱筆も残っていることから、晋作直筆本を写本したものであることはほぼ確かである。
一般的な説として、臨終の際に晋作が辞世の句として詠み、晋作を看病していた野村望東尼が「すみなすものは心なりけり」という下の句をつけたと言われているが、実際には慶応2年(1866年)の作である。
- 都々逸「三千世界の鴉を殺し、主と添寝がしてみたい」（添寝の部分が『朝寝』とされていることもある）は一般に晋作の作であると言われている（木戸孝允作の説も有り）。この都々逸は、現在でも萩の民謡である「男なら」や「ヨイショコショ節」の歌詞として唄われている。
- 師である吉田松陰は晋作の非凡さをいち早く見抜き、剣術ばかりであまり学業に本腰を入れない晋作を奮起させるために、あえて同門で幼馴染でもある優秀な久坂ばかりをべた褒めしたという。晋作は悔しさをバネに自身の非凡さを発揮。玄瑞と肩を並べお互いを切磋琢磨しあうなど、とても優秀であったという。
- 公金と私金の区別をつけない人物だった。藩の金で軍艦を二度、購入しようとしたこともある。
- 一度日本に駐在していた英国人兵に頼まれて刀を見せたことがあったが、武士の魂ともいえる刀を物めずらしいと何度も見せてくれと言われ、そのことを遺憾に感じた晋作はそれ以後決して見せることはなかったという。
- 晋作が上海で購入したS&Wモデル2アーミー 33口径6連発を坂本龍馬に贈ったとの逸話がある。龍馬が手紙に「かの高杉より送られ候ビストールをもって打ち払い」と述べているように、晋作から龍馬にピストルが贈られたことは確かなようだが、このピストルが実際に上海で購入されたものという確証はない。一坂太郎は晋作が上海でピストルを購入してから龍馬に贈るまでの約二年半の間に長州藩では武器の密輸が行われ、晋作も密輸されたピストルを一挺個人で購入していることをあげ、龍馬に贈られたピストルは「上海土産」ではなくこの頃に入手したものである可能性も否定できないとしている。
- のちに伊藤博文は彦島の前を船で通過した際、「あのとき高杉が租借問題をうやむやにしていなければ、彦島は香港になり、下関は九龍半島になっていただろう」と語っている。

## 言動
「死すべきときに死し、生くべき時に生くるは英雄豪傑のなすところである。両三年は軽挙妄動せずして、専ら学問をするがよい。その中には英雄の死すべき時が必ず来る」
「およそ英雄というものは変なき時は非人乞食となって潜れ。変ある時に及んで龍の如くに振舞はねばならない」
「男子と言うものは困ったと言うことを決して言うものではない。これは自分が父から平生やかましく言われたことであるが、困ったと言う時は死ぬ時である。どんな難局に處しても、何困らぬと言う気概でやっておると、自づと通づるものである。どんな難局にも必ず逃れ路がある。行き当れば曲り路ありと言う訳である。断じて困らぬと言う気概でやっていれば必ず道はつくものである。だから困ったという一言だけは決して口にしてはいけない」

## 評価
- 吉田松陰
  - 「有識の士なり。しかし、学問をつとめず。またすこぶる意に任せ自ら用うるの癖あり。余かつて玄瑞を挙げ以て晋作を抑ゆ。晋作の心、甚だ服せず。未だ幾ばくならず。晋作の学業にわかに長じ、議論益々たかし。同志皆為に衽を斂む。余事を議するごとに多く晋作を引き之を断ず。その言往々、あなどるべからざる也」[18]
  - 「その精識に至っては余の及ぶところではない」
  - 「高杉生、僕より少きこと十年、学問充たず、経歴浅し。然れども強質清識凡倫に卓越す」[19]
- 木戸孝允 「俊邁の少年なり。ただ惜しむらくは、少し頑固の性質あり。後来、おそらくは人言を容れざるべし。貴君（松陰）は早くその点を注意して、教えなされたならば、必ず彼の将来に利益するであろう」[20]
- 久坂玄瑞
  - 「思慮周密、その才は当世無比」
  - 「晋作は遂に吾が及ぶ所に非ざるなり」[21]
- 入江九一 「久坂は（有志組の）隊長としては陣中に起臥し、兵士と起居飲食を共にしており、謹厳にして質素である。高杉はこれに反して多くは兵営外に泊まり、時には相合傘で、馴染の美人を引張って、陣中に入ったこともあった。しかしながら、この二人に対する兵士の人望は、全然同一であった」[20]
- 伊藤博文　
  - ｢動けば雷電の如く発すれば風雨の如し､衆目駭然､敢て正視する者なし｡これ我が東行高杉君に非ずや…｣
  - ｢西郷南洲と同じような型だったと思う。彼は勇悍の人で、創業的材幹にはよほど富んで居った人だ」[22]
- 山縣有朋 「当時にありて既に群を抜き出でたる高杉なれば、今日にあっても、（伊藤・井上）彼らの比ではあるまいと思う」[23]
- 山田顕義 「其威風、英気凛々として、今猶目に在り。君平生細節に拘らず、或は硯海に月を酌み、或は桜山の花に詠じ、悠然として自適し、苦楽人と共にす。君をして維新聖明の朝に立ち、驥足を展ぶることを得せしめば、其成就する所果して如何ぞや。惜し哉天命数あり。後の之を読むものをして、徒らに其豪邁、超逸の気象を欽慕せしむることや」[24]
- 中岡慎太郎 ｢胆略有り、兵に臨みて惑わず、機を見て動き、奇を以って人に打ち勝つものは高杉東行（晋作）、是れ亦洛西の一奇才｣
- 勝海舟 ｢年は若し、時が時だったから、充分器量を出さずにしまったが、なかなか活気の強かった男さ」[25]
- 田中光顕
  - 「兵を用いて鬼神の如き高杉、事に臨んで神出鬼没の英傑高杉、不世出の快男児高杉」[26]
  - 「奇策縦横、神出鬼没、その一挙手一投足がすべて天下の魁となって闔藩の意気を鼓舞したのみならず、全国勤王運動運動家の指導者の役を務めている」[27]
  - 「自分は維新三傑をことごとく知っている。また坂本、武市、中岡その外、多くの名士先輩に接している。しかしながら、聳然として一頭地を抜いているものは高杉である」[20]
  - 「高杉の生涯は極めて短い。慶応三（１８６７）年四月下関で病死した。時僅かに二十九才であった。しかしながら彼の一挙一動は、天下の魁となって、閥藩の意気を鼓舞したのみならず、全国勤王運動家の指導者となっている。それでも自分では夕方になっても尚暁鐘が撞けない（※王陽明の詩の引用）と嘆息している位、その気性のはげしさは驚くべきである。長州藩滞在中、彼は私に教えた。死すべき時に死し、生くべき時に生くるは、英雄豪傑のなす所である。両三年は軽挙妄動せずして専ら学問をするがよい。その内には英雄の死期が来るであろうから、また凡そ英雄というものは、変なき時は非人乞食となって潜れ。変ある時に及んで竜の如く振舞わねばならない。彼の生涯は正しくそれだ。これは私が高杉に傾倒してるいるから贔屓目にそう見るのではなく、実際彼の識見は天稟であった。天衣無縫、捕捉することが出来なかった。私がもし久坂（玄瑞）に、大和義挙の相談をしたとしたら、彼はこれに対して、縷々成敗を説くであろうと思われる。高杉はこういう場合、黙々として答えず、洒落な態度を見せているが、意一度決すれば、猛然として蹶起するところに両者の性格の相違がある。一口に言わば高杉は一個の天才児であった」[28]
- 早川勇 「俊雋奇抜、傭兵軽快、源九郎（義経）の風あり。卓見達識、察機決定有不可測者其才略豈兵事而止哉（機を見て決するのに測り知れない力を持っており、その才智は兵事だけではない）」
- 三浦梧楼
  - 「高杉晋作と云う人は全く偉人であったよ。我輩が是れまで偉い人だと思ったのは、この高杉一人だ。実に目先の早い、機敏な人で、臨機応変、奇智沸くが如くであった。（中略）その鬼謀神算、到底常人の遠く及ぶべき所でない。大西郷は偉いというが、高杉は段が違う。大西郷には所作がない。ただボーッとしているだけだが、高杉は機略縦横、ゆくとして可ならざるはなしという人である」[29]
  - 「今日までいろんな人にも接したが、あれ位感服し信頼した人もなかった。丈のすらりとした、男前も立派だった。平生は優しい目をしておられたが、それがどうかすると、ギロリと光ったものだ。その時は怖ろしさが、ぞっと身に染みるようだったよ。総てが親とは反対でな。先生の親は小心な謹直一方の人で、高杉小忠太といえば、真面目なおとなしい人で通っておったものだ。父母の教訓、家庭の修養もあろうが、それ以外ああいう男が生まれたのは、天ぢゃノウ。それで高杉は『鴉の白糞』で、長州の評判になったものぢゃ」[30]
  - 「一方は血気旺盛な国士の典型、言わば蓋世の英雄であるが、他方は風流韻事を事とする、既に世故に長けた老成の風があった」[30]
  - 「先生は、臨機応変、機智縦横、如何なる困難に遭遇しても、常に綽々として余裕ある態度を以て切り抜けられた事は、何人といえども、企て及ぶべからざるものがある。それを普通世間では、単に慷慨悲歌の人、憂国熱誠の士ぐらいに考えて、磊落粗豪のみを以て事に当たったように、その表面ばかりを見ている者が多いようであるが、なかなかどうしてこの裏には、強いて思慮分別を煩わさずして、天才滾々として、随時に湧出した事は実に驚くべきもので、その事業の跡を見ると、よくその基礎を固め根底を作るという結果を、自然に現わしている。しかして、その活動を為すに当りては、縦横の機智と、臨機の天才とを応用せられたのであるから、何事に当っても迷うことなく、行って遂げざるなしという次第ぢゃ。まず俗論紛々として、帰着するところを知らざる藩論を一定し、続いて、あの猫額大の地を守って、天下の大軍を引受け、何の苦も無く四境にこれを破り、遂に薩長連合の素地を作って、維新大業の基礎を固められたのである。実にあんな短日月の間に、あれだけの大事を成し遂げた。その神出鬼没の働きは、唯々驚嘆するの外はないのぢゃ」[30]
  - 「当時よく我輩年少の者に向って愚を学べと訓戒を垂れられたものだ。俺も若い時は撃剣をやる時、道具はずれをわざと打ったり、槍を使う時に脛を突いたりしたものだが、そんなことでは駄目だ、どうしても愚を学ばねばいかんとしばしば話されたが、充分理解することが出来なかった。漸く近年になって、あれは孔子のいわゆる「寗武子其智可及其愚不可及」という事を教えられたもので、年少客気を戒められたものであろうと考えると、実に今昔の感に堪えぬ」
  - 「その頃の有志家はみな慷慨悲歌、文天祥胡澹宜敷という風の人が多かったが、高杉だけは一種超然とした所があって、陣中に茶器を持ってきて煎茶をやって見たり、時には三味線を携えてきて弾いたりしたもので、今から考えて見ると皆それぞれ深長の意味が含まれていたことが分ってなつかしい」[31]
- 渡邊嵩蔵 ｢久坂と高杉の差は、久坂には誰も附いて往きたいが、高杉にはどうにもならぬと皆言う程に、高杉の乱暴なり易きには人望少なく、久坂の方人望多し」[32]
- 富永有隣 「彼は反復の士なり」[33]
- 奥村五百子 「（長州に潜入した際に）男装の自分を女であると見破ったものはただ高杉晋作一人あるのみである。高杉はさすがに豪いところがあった」[34]

## 家族・親族
- 父：高杉小忠太
- 母：ミチ（道子）…大西将曹の娘。明治30年、78歳没。
- 叔父：田上宇平太…吉田松陰に佐久間象山を紹介している。
- 妻：高杉雅子
- 長男：高杉東一
- 妾：おうの
- 妹：武（たけ）…武藤正明妻
- 妹：栄（はえ）…坂円介妻
- 妹：光…大西機一郎妻→高杉春棋妻

## 著作物
- 『遊清五録』 高杉晋作（著）
- 『東行先生遺文』 高杉晋作（著）、 東行先生五十年祭記念会（編纂）、 民友社（出版）

## 関連作品
現代の小説・ドラマ・漫画・ゲームなど。